# Двухпятнистый лазающий полоз
Двухпятнистый лазающий по́лоз (лат. Elaphe bimaculata) — крупная змея из семейства ужеобразных, относящаяся к роду лазающих полозов.
Общая длина достигает 60—80 см, очень редко встречаются особи длиной до 120 см. Выражен половой диморфизм: самки длиннее и массивнее самцов. Окраска и рисунок очень изменчивы. Основной фон варьирует от жёлтого до серого или слегка оливкового. На спине и боках имеются коричневые или красноватые пятна с чёрной окантовкой. У полосатой морфы пятна сливаются в две продольные тёмные полосы, идущие по бокам светлой середины. Брюхо желтоватого или сероватого цвета с чёрными пятнами. Молодые особи тёмные с менее выраженным рисунком.
Яйцекладущая змея. Самка откладывает от 3 до 10 яиц. Через 35—48 дней появляются молодые полозы.

## Ареал
Вид распространён в западном Китае — в долине реки Янцзы и прилегающих провинциях. Обитает в равнинных редколесьях, зарослях кустарников, у воды, не избегает культурных ландшафтов. Питается мелкими млекопитающими.